# Kościół Niepokalanego Serca Najświętszej Maryi Panny w Marciszowie
Kościół Niepokalanego Serca NMP – rzymskokatolicki kościół parafialny Niepokalanego Serca Najświętszej Maryi Panny mieszczący się w Marciszowie w dekanacie Kamienna Góra Wschód w diecezji legnickiej.

## Historia

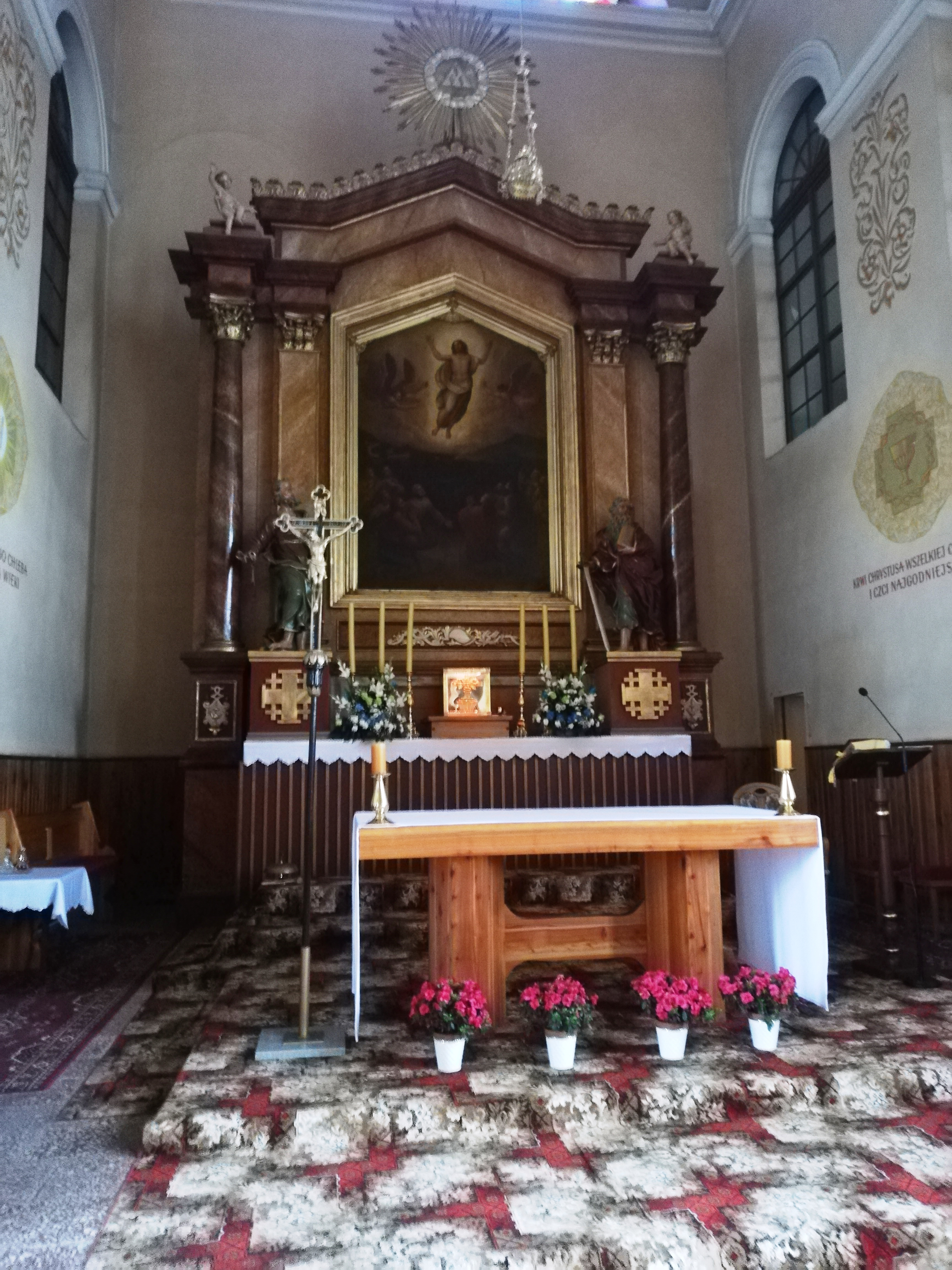
Ołtarz główny

Kościół wzniesiony w stylu neogotyckim przez ewangelików w 1840 r. Dnia 18.09.1946 r. przejęty przez katolików. Jest to budowla założona na rzucie prostokąta, z kwadratową wieżą na osi korpusu, zwieńczoną ostrosłupowym hełmem. Korpus nakryty dachem dwuspadowym w elewacjach boniowanych w tynku okna i portale zamknięte półkoliście w opaskach. Wnętrze podzielona na trzy części dwoma rzędami drewnianych słupów, prezbiterium o szerokości części środkowej, na podłużnej osi kościoła, stropy płaskie, belkowe, empora muzyczna na zakończeniu nawy. We wnętrzu zachowały się m.in.: obraz "Przemienienia Pańskiego", malowany na płótnie, ołtarz przyścienny, dwa ołtarze boczne, ambona, prospekt organowy oraz dwie barokowe rzeźby świętych Piotra i Pawła.